# Virginia Slims Championships 1985 - Doppio
Il doppio del torneo di tennis Virginia Slims Championships 1985, facente parte del Virginia Slims World Championship Series 1985, ha avuto come vincitrici Martina Navrátilová e Pam Shriver che hanno battuto in finale Claudia Kohde Kilsch e Helena Suková con il punteggio di 6–7, 6–4, 7–6.

## Teste di serie
1. Martina Navrátilová /  Pam Shriver (Campionesse)
2. Claudia Kohde Kilsch /  Helena Suková (finale)

1. Barbara Potter /  Sharon Walsh-Pete (semifinali)
2. Rosalyn Nideffer /  Candy Reynolds (semifinali)

## Tabellone

### Legenda
| - Q = Qualificato - WC = Wild card - LL = Lucky loser | - ALT = Alternate - SE = Special Exempt - PR = Protected Ranking | - w/o = Walkover - r = Ritirato - d = Squalificato |

|  | Primo turno | Primo turno                           | Primo turno                           | Primo turno | Primo turno |  |  | Semifinali | Semifinali                         | Semifinali                         | Semifinali                         | Semifinali |   |   | Finale | Finale                          | Finale | Finale | Finale |  |
|  |             |                                       |                                       |             |             |  |  |            |                                    |                                    |                                    |            |   |   |        |                                 |        |        |        |  |
|  | 1           | Martina Navrátilová Pam Shriver       | Martina Navrátilová Pam Shriver       | 6           | 6           |  |  |            |                                    |                                    |                                    |            |   |   |        |                                 |        |        |        |  |
|  |             | Kathy Horvath Virginia Ruzici         | Kathy Horvath Virginia Ruzici         | 3           | 1           |  |  | 1          | Martina Navrátilová Pam Shriver    | Martina Navrátilová Pam Shriver    | 6                                  | 6          |   |   |        |                                 |        |        |        |  |
|  | 4           | Rosalyn Nideffer Candy Reynolds       | 6                                     | 4           | 6           |  |  | 4          | Rosalyn Nideffer Candy Reynolds    | Rosalyn Nideffer Candy Reynolds    | 0                                  | 3          |   |   |        |                                 |        |        |        |  |
|  |             | Alycia Moulton Paula Smith            | 2                                     | 6           | 1           |  |  |            |                                    |                                    |                                    |            |   |   | 1      | Martina Navrátilová Pam Shriver | 6      | 6      | 7      |  |
|  | 3           | Barbara Potter Sharon Walsh-Pete      | 3                                     | 7           | 7           |  |  |            |                                    | 2                                  | Claudia Kohde Kilsch Helena Suková | 7          | 4 | 6 |        |                                 |        |        |        |  |
|  |             | Jo Durie Ann Kiyomura-Hayashi         | 6                                     | 6           | 6           |  |  | 3          | Barbara Potter Sharon Walsh-Pete   | Barbara Potter Sharon Walsh-Pete   | 3                                  | 2          |   |   |        |                                 |        |        |        |  |
|  | 2           | Claudia Kohde Kilsch Helena Suková    | Claudia Kohde Kilsch Helena Suková    | 6           | 7           |  |  | 2          | Claudia Kohde Kilsch Helena Suková | Claudia Kohde Kilsch Helena Suková | 6                                  | 6          |   |   |        |                                 |        |        |        |  |
|  |             | Christiane Jolissaint Marcella Mesker | Christiane Jolissaint Marcella Mesker | 3           | 6           |  |  |            |                                    |                                    |                                    |            |   |   |        |                                 |        |        |        |  |